# The Hep Stars
The Hep Stars waren eine der erfolgreichsten Rock-Bands der 1960er Jahre in Schweden. Die Gruppe bestand aus Benny Andersson (Keyboard), der später ein Mitglied von ABBA wurde, Svenne Hedlund (Gesang), Janne Frisk (Gitarre), Christer Pettersson (Schlagzeug) und Lelle Hegland (Bass). Hedlund und Andersson verließen die Band 1969.

## Bandgeschichte
Lennart Hegland und Christer Petterson lernten sich bei ihrem Wehrdienst kennen. Zusammen mit Hans Östlund (Keyboard) und Janne Frisk (Gitarre und Gesang) gründeten sie die Band Quartet Yep. Sie traten vor allem in Restaurants auf und spielten zu dieser Zeit schwedische Folk-Musik. Durch Frisk näherten sie sich langsam dem Rock ’n’ Roll an. Als neuen Namen wählten sie The Hep Stars.
Bei einem Auftritt zusammen mit dem Akkordeonspieler Erik Frank fiel Frisk aus, Svenne Hedlund ersetzte ihn, der bereits bei The Clifftones sang. Hedlund blieb in der Band und ersetzte Frisk als Sänger. Dieser blieb der Band als Gitarrist erhalten. Åke Gerhard wurde Manager der Band. Unter dessen Führung nahm die Band ihre erste Single Kana Kapila auf, die nicht erfolgreich war. Nur eine Tageszeitung rezensierte die Single.
Hans Östlund verließ die Gruppe 1964 und wurde durch Benny Andersson ersetzt. Am 17. April 1965 gelang es den Hep Stars, mit drei Songs zur gleichen Zeit in den Top 10 der schwedischen Charts zu sein. Dies war vorher noch keiner anderen schwedischen Band gelungen. Es war umso bemerkenswerter, da die schwedischen Charts von der British Invasion dominiert waren. Sie traten kurz vorher in der Fernseh-Show Drop In mit dem Lied Cadillac auf. Die Single erreichte Platz 1 der Charts. Farmer John kam auf den vierten und A Tribute to Buddy Holly auf den achten Platz. Auch das dazugehörige Album We and Our Cadillac erreichte die Hitparade.
Die Resonanz auf die Hep Stars in Schweden entsprach etwa der Beatlemania in Großbritannien, verließ aber nicht das skandinavische Land. Die Band spielte ausverkaufte Konzerte in Schweden und dominierte die Charts.
1966 lernte Benny Andersson die Gruppe The Hootenanny Singers kennen, bei der Björn Ulvaeus Gitarre spielte. Zusammen schrieben sie Lieder für das dritte Hep-Stars-Album. Unter anderem mit der Coverversion des Elvis-Klassikers Don’t konnten The Hep Stars ihren Erfolg ausbauen. Neben Erfolgen in Schweden erreichte die Band auch Top-Platzierungen in Norwegen und in den Niederlanden. Insgesamt kamen 20 Singles der Band in Schweden in die Hitparade, acht davon erreichten den ersten Platz.
1967 versuchte sich die Band, ähnlich wie die Beatles, an einem Spielfilm. Der völlig improvisierte Film wurde von der Band finanziert, doch während der Dreharbeiten ging ihr das Geld aus. Der Film erschien nie und brachte die Band an den Rand des finanziellen Ruins. Nur mit der Single Malaika konnten sie die angespannte Situation retten.
Svenne Hedlunds Freundin Charlotte „Lotta“ Walker, die vorher in der amerikanischen Gruppe The Sherrys gespielt hatte, stieg als Sängerin ein. Die beiden heirateten noch im gleichen Jahr. Der Einstieg der Sängerin führte – auch durch einen Stilwechsel – hin zu sanfteren Tönen und zu weiteren Chartserfolgen. Zusammen nahmen sie die Alben Songs We Sang und It’s Been a Long Long Time auf. Auch diese verkauften sich sehr gut, doch hinter den Kulissen kam es zu Spannungen wegen der neuen, balladesken Ausrichtung der Band. 
Als Andersson, Hedlund und dessen Frau ausstiegen, war die Band am Ende. Die letzte gemeinsame Single war eine Coverversion von Pat Boones Klassiker Speedy Gonzales. Es erschienen zwar bis 1972 weitere Singles, doch von der Trennung konnte sich die Band nie erholen.

## Nach den Hep Stars
Andersson arbeitete zusammen mit Björn Ulvaeus und Anni-Frid Lyngstad, die er auf der letzten Hep-Stars-Tour kennenlernte und produzierte deren Duett. Aus dieser Keimzelle entwickelte sich später ABBA. Svenne Hedlund und Lotta Walker arbeiteten weiter zusammen als Duettpartner. Sie wurden von Polar Music unter Vertrag genommen und veröffentlichten unter dem Namen Svenne & Lotta mehrere Alben.
Die Hep Stars traten in den 1980ern und 1990ern wieder einige Male auf. Andersson beteiligte sich nicht an diesen kurzen Wiedervereinigungen. 1989 und 2004 erschienen Singles mit mäßigem Erfolg.

## Diskografie

### Alben
- 1964: We and Our Cadillac
- 1965: Hep Stars on Stage
- 1966: The Hep Stars
- 1967: Jul med Hep Stars
- 1968: Songs We Sang
- 1968: It’s Been a Long Long Time

### Singles
- 1964: A Tribute to Buddy Holly
- 1964: If You Need Me
- 1965: Donna
- 1965: Cadillac
- 1965: Farmer John
- 1965: Bald Headed Woman
- 1965: No Response
- 1965: So Mystifying
- 1965: Should I
- 1966: Sunny Girl
- 1966: Wedding
- 1966: I natt jag drömde
- 1966: Consolation
- 1967: Malaika
- 1967: Christmas on My Mind
- 1967: Mot okänt land
- 1967: She Will Love You
- 1968: Komm Little Thom
- 1968: It’s Been a Long Long Time
- 1968: Det finns en stad
- 1968: Let It Be Me
- 1968: I sagans land
- 1968: Holiday for Clowns
- 1969: Speleman
- 1969: Speedy Gonzales
- 1969: Little Band of Gold
- 1969: Tallahasse Lassie
- 1969: Boy Venus
- 1969: Blue Suede Shoes
- 1970: Mademoiselle Ninette / By Tomorrow
- 1970: Jag kan inte låta bli att tänka på dig / You Came, You Saw, You Conquered
- 1972: Carolina / Ten Years Later
- 1989: Tears on My Pillow / Don’t Throw It Away
- 2004: Someday Someone
- 2004: Love Is Coming Back